# PmWiki
PmWiki ist eine PHP-basierte freie Wiki-Software, die von Patrick Michaud für die Website der Texas A&M University entwickelt wurde. PmWiki steht unter der GPL.

## Fokus der Entwicklung
PmWiki wurde als besonders einfach zu installierendes und konfigurierendes Web-Content-Management-System entwickelt. Die Software konzentriert sich auf Einfachheit der Benutzung durch sogenannte „naive“ Autoren, um die Hemmschwelle herabzusetzen, die Personen mit wenig EDV-Erfahrung davon abhalten könnte, ein Wiki zu benutzen. Als Datensystem werden „flache“ sequenzielle Dateien verwendet, da wegen der propagierten Einfachheit bewusst auf eine SQL-Anbindung verzichtet wurde. Dies vereinfacht zum Beispiel die Installation und das Migrieren eines Wikis auf einen anderen Server erheblich.

## Entwicklungsprozess und Verbreitung
Die Entwicklung von Pmwiki als Open-Source-Projekt begann im Juli 2002, als die erste Version veröffentlicht wurde. Ein wichtiger Meilenstein war die Version 1.0, die im Juni 2004 freigegeben wurde. Bis heute erscheinen in kurzen Abständen (wenige Tage bis 1 Monat) Updates, die aktuelle Verbesserungen bringen und einfach zu installieren sind.
Patrick Michaud entschied sich bei PmWiki 2.0 zu einer Neuentwicklung. Wikis, die unter Vorgängerversionen erstellt werden, können automatisch migriert werden.

## Merkmale

### Skins
PmWiki bietet ein Skin-System an, das es ermöglicht, die Benutzeroberfläche mit einem hohen Grad an Flexibilität den eigenen Bedürfnissen anzupassen, sowohl was die Funktionalität als auch was die äußere Erscheinung angeht.

### Zugriffskontrolle
Ein wichtiges Merkmal von PmWiki ist die Möglichkeit, einen Kennwortschutz für einzelne Seiten oder Gruppen von Seiten einzurichten, zum Beispiel, um so definierte Zonen für die Zusammenarbeit bestimmter Gruppen, wie etwa in einem Firmen-Intranet zu erhalten.
Die Zugriffskontrolle funktioniert in PmWiki 1.0 ausschließlich über inhaltsbezogene Passwörter. PmWiki 2.0 hat eine einfache benutzerbasierte Authentifizierung ergänzt, die die grundlegende Funktionalität bereitstellt. Eine komfortable benutzerbezogene Rechteverwaltung, wie etwa TWiki oder MediaWiki sie bieten, gibt es allerdings nicht.
Der Passwortschutz oder die Berechtigungsvergabe kann für die jeweils definierte Zone auf Lesen, Schreiben, Hochladen und Passwortvergabe angewendet werden. Der Passwortschutz kann in PmWiki 2.0 auch auf das Herunterladen hochgeladener Dateien ausgedehnt werden.
PmWiki 2.0 verfügt auch über eine einfache Upload-Versionierung, die das sichere Archivieren alter Dateifassungen erlaubt.